# Brick (Elektronik)

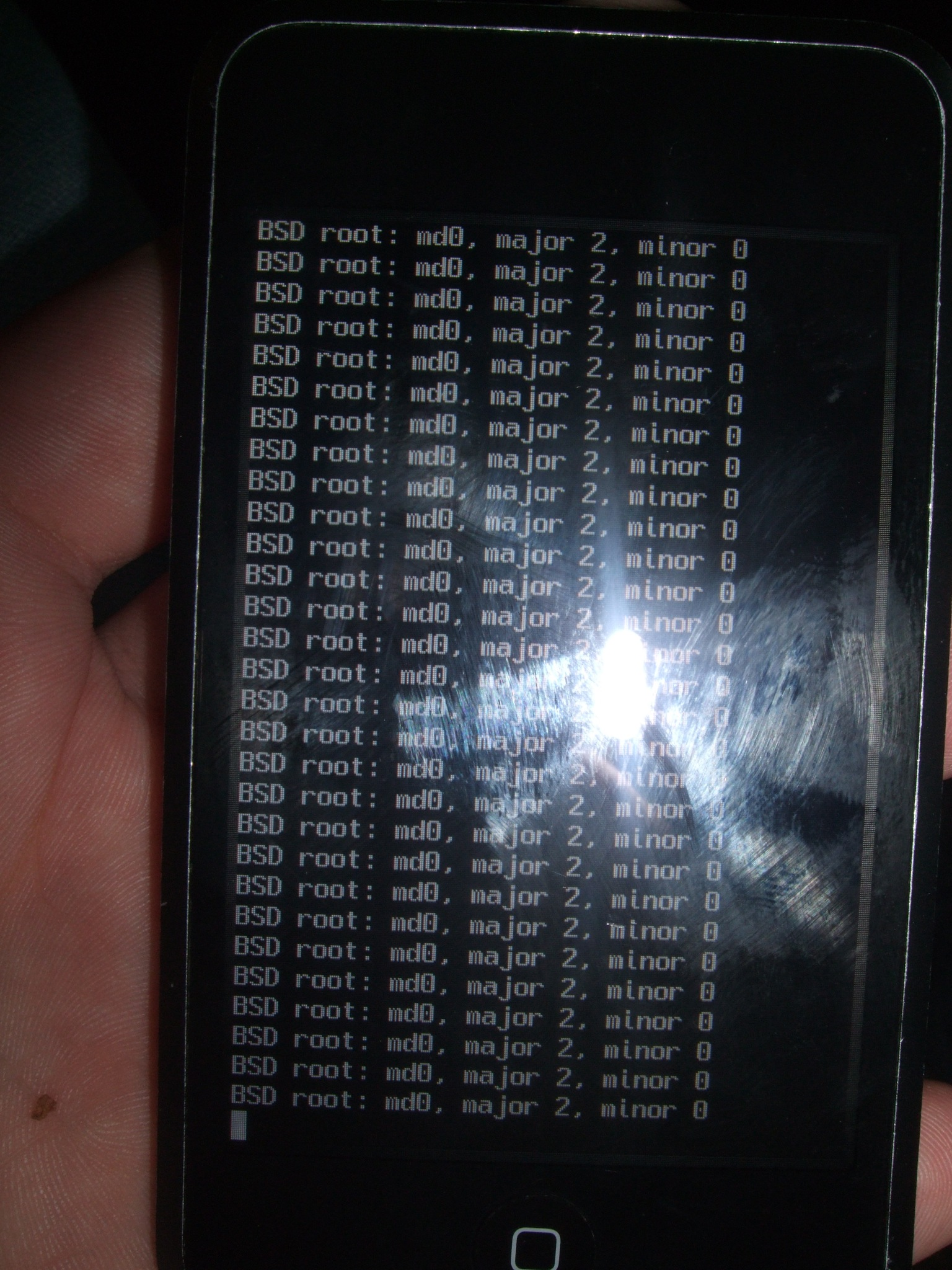
Ein gebrickter iPod

Im Bezug auf Unterhaltungselektronik bezeichnet ein Brick (englisch Ziegel[stein]) ein elektronisches Gerät wie ein Smartphone, eine Spielkonsole, einen Router oder einen Tablet-Computer, das eine schwerwiegende Fehlkonfiguration, eine beschädigte Firmware oder ein Hardware-Problem hat und nicht mehr wie gewünscht funktioniert. Die Bezeichnung leitet sich von der ungefähr quaderförmigen Gestalt vieler elektronischer Geräte (und deren Netzteilen) ab und spielt darauf an, dass das Gerät nur noch als großer und schwerer Gegenstand Verwendung finden kann. Bevor Brick Eingang in die deutsche Alltagssprache fand, wurde entsprechend beschädigten Geräten humoristisch eine ausschließliche Eignung als Briefbeschwerer nachgesagt („[…] taugt nur noch als Briefbeschwerer“).
Die Bezeichnung kann auch als Verb genutzt werden. Zum Beispiel könnte jemand sagen: „Ich habe meinen MP3-Player gebrickt, als ich versucht habe, seine Firmware zu modifizieren.“
Im Allgemeinen bezeichnet bricken eine Beschädigung, die das Gerät dauerhaft unbenutzbar macht. Ausgelöst wird dies oft durch eine Fehlkonfiguration wichtiger Onboard-Software (d. h. solcher, die in die Hardware integriert ist). Unabhängig davon wird die Bezeichnung gebrickt verwendet, um die Situation zu beschreiben, in der ein Gerät nicht funktioniert, es jedoch noch Möglichkeiten geben könnte, dass das Gerät wieder in einen funktionsfähigen Zustand versetzt wird. Dies wird oft als Soft-Brick oder Semi-Brick bezeichnet, wohingegen unreparierbare Geräte als Hard-Brick oder Full-Brick bezeichnet werden.

## Ursache und Vorbeugung
Das Bricken eines Geräts ist in der Regel die unerwünschte Konsequenz einer Softwareaktualisierung des entsprechenden Geräts. Viele Geräte verfügen über eine Update-Prozedur, die nicht unterbrochen werden darf. Falls der Vorgang durch einen Stromausfall, einen Benutzereingriff oder aus einem anderen Grund unterbrochen wird, kann die existierende Firmware teilweise überschrieben und unbenutzbar werden. Das Risiko einer Zerstörung kann durch das Nutzen sämtlicher Vorsorgemaßnahmen für eine Unterbrechung minimiert werden.
Ursachen des Brickens können in der Installation einer fehlerbehafteten oder für eine andere Hardware-Revision gedachten Firmware liegen. Eine weitere Ursache kann in der Installation einer unvollständig gepatchten Firmware-Version liegen, zum Beispiel eine Firmware eines DVD-Laufwerkes, die nur DVDs abspielt, die in einer bestimmten Region gekauft wurden, also nicht alle DVD-Regionalcodes unterstützt.
Geräte können außerdem durch Schadprogramme und teilweise durch das Ausführen eigentlich ungefährlicher Software, die Fehler enthält, beschädigt werden.
Manche Geräte besitzen zwei Kopien der Firmware. Von diesen Kopien ist eine aktiv und die andere ist, für gewöhnlich nicht durch Prozesse erreichbar, die sie beschädigen könnten, in einem statischen ROM oder einem schreibbaren nichtflüchtigen Speicher gespeichert. Es existiert außerdem eine Methode, um die gesicherte Firmware auch dann zu kopieren, wenn die aktive Version beschädigt wurde, was bedeutet, dass die aktive Firmware, falls sie beschädigt wurde, durch die Kopie ersetzt werden kann und das Gerät so wieder funktionsfähig wird. Andere Geräte verfügen über eine minimale Bootloader-Firmware, die in der Regel über einen Schalter oder einen Jumper aktiviert wird. Dabei arbeitet das Gerät nicht wie normal, jedoch ist es möglich, die Hauptfirmware wiederherzustellen.

## Unbricken
Einige Geräte, die gebrickt sind, weil ihr nichtflüchtiger Speicher falsch beschrieben ist, können durch das Nutzen zusätzlicher Hardware (ein Debug-Board), die den betreffenden Speicher direkt adressiert, wieder voll funktionsfähig werden. Dieses Vorgehen ähnelt dem, das zum Einsatz kommt, wenn der Speicher bei einem neuen Gerät noch leer ist. Diese Art von Bricken und Unbricken wird in der Regel während der Testung und Entwicklung einer Firmware durchgeführt. In anderen Fällen wurden teilweise komplexe Software- und Hardware-Prozeduren entwickelt, sodass es gute Chancen gibt, das Gerät zu reparieren. Jedoch gibt es keine einheitliche Methode, da jedes Gerät anders aufgebaut ist. Außerdem gibt es auch von Einzelnutzern erstellte Modifikationsprogramme, die auf teilweise oder vollständig gebrickten Geräten eine Möglichkeit zur Reparatur geben. Beispiele für solche Homebrew-Software sind BootMii, das benutzt wird, um eine teilweise gebrickte Nintendo Wii zu reparieren, und die ClockworkMod für Android-Geräte.

## Systeme
Im Prinzip kann jedes Gerät mit einer wiederbeschreibbaren Firmware oder mit wichtigen Einstellungen, die in Flash- oder EEPROM-Speicher gesichert sind, bricken. Viele, jedoch nicht alle Geräte, die durch den Benutzer aktualisiert werden können, verfügen über einen Schutz gegen das Bricken. Dahingegen haben Geräte, bei denen eine Aktualisierung meist nur durch offizielles Servicepersonal vorgenommen wird, in der Regel keinen solchen Schutz.
Bei Geräten sind folgende dafür bekannt, dass es zum Bricken kommen kann: ältere Computer (neuere Modelle besitzen öfter zwei BIOSe oder eine andere Schutzform), viele Mobiltelefone, Handheld-Konsolen wie PlayStation Portable und Nintendo DS, Spielkonsolen wie Nintendo Wii, Xbox 360 und PlayStation 3, viele SCSI-Geräte und einige Generationen von Festplatten sowie Routern.

## Online- und Mobildienste
Viele neuere Systeme, die in der Lage sind, sich mit Online-Diensten zu verbinden (zum Beispiel iPhone, PlayStation 3, Xbox und Xbox 360), verfügen über eine eindeutige hardwarebasierte Seriennummer. Dies ermöglicht es, einzelne Systeme über ein Netzwerk zu überwachen und von bestimmten Online-Diensten auszuschließen. Solche Systeme arbeiten bei von den Online-Diensten unabhängigen Tätigkeiten für gewöhnlich weiter normal. Für Nutzer der Online-Dienste weist das Gerät trotzdem eine gewisse Beschädigung und fehlende Nutzbarkeit auf.
Mobiltelefone besitzen mit der IMEI eine statische Seriennummer. Wird ein Telefon als gestohlen gemeldet, ist es möglich, die IMEI in Mobilfunknetzen zu blockieren, was das Gerät im Prinzip unbenutzbar macht. Jedoch ist es möglich, mit der entsprechenden Erfahrung und Ausrüstung die IMEI zu ändern.